# Scapheremaeus alveolatus
Scapheremaeus alveolatus är en kvalsterart som beskrevs av Hammer 1961. Scapheremaeus alveolatus ingår i släktet Scapheremaeus och familjen Cymbaeremaeidae. Inga underarter finns listade i Catalogue of Life.